# 서춘화
서춘화(1972년 11월 7일 ~ )는 대한민국의 희극 배우이다.

## MC
- 1996년 MBC 《제14회 MBC 창작동요제》 - 보조 MC

## 드라마
- 2000년 MBC 《진실》 - 백미자 역
- 2000년 MBC 《엄마야 누나야》
- 2000년 SBS 《덕이》 -영자역
- 2001년 KBS 《요정컴미》 - 누나버그 역

## 영화
- 1997년 《할렐루야》 - 우정출연

## 뮤직비디오
- 2000년 박명수 - 바다의 왕자